# 穂波東インターチェンジ
穂波東インターチェンジ（ほなみひがしインターチェンジ）は、福岡県飯塚市弁分にある八木山バイパスのインターチェンジである。飯塚市中心部・西部に向かう場合や合流する国道200号を経由して筑紫野市方面に向かうこともできる。
なお本線は飯塚庄内田川バイパスと繋がっており、八木山BPを延長する形で飯塚市街地の混雑及び烏尾峠の急勾配・急カーブを避ける迂回路として利用されている。

## 道路
- 八木山バイパス
- 国道200号
- 国道201号飯塚庄内田川バイパス

## 周辺
- エディオン飯塚店
- しまむら飯塚店
- ヤマダ電機テックランド飯塚店（南へ車2分[1])

## 隣
八木山バイパス
穂波西IC - 穂波東IC